# Tobias Törnell
Bror Tobias Jon-Petter Törnell, även känd under artistnamnet Toby Fakir, född 31 maj 1973 i Söderhamn, är en svensk fakir.
Törnell följde under uppväxten ofta med sin mor, sångerskan Monica Törnell, på turnéer och ägnade sig också själv åt musik. Han gick senare på Cirkusgymnasiet i Gävle och grundade 1992 tillsammans med tre andra elever Vazir Varieté. Han är bland annat eldslukare och använder sig även av bland annat fakirnålar, spikmatta och svärdskonst. Han har även hängt sig själv i krokar på Kiviks marknad och låtit sig korsfästas.[källa behövs] Törnells föräldrar är riksspelmannen Thore Härdelin och artisten Monica Törnell.